# 六箇村
六箇村（ろっかむら）は、かつて新潟県中魚沼郡に存在した村。

## 沿革
- 1889年（明治22年）4月1日 - 町村制施行に伴い、中魚沼郡六箇村が村制施行し、六箇村が成立。
- 1954年（昭和29年）3月31日 - 中魚沼郡十日町、中条村、川治村と合併し、市制施行して十日町市となり消滅。